# 형정
형정(邢貞, ? ~ ?)은 후한 말기 ~ 조위의 관료로, 하간국 막현(鄚縣) 사람이다.

## 행적
황초 2년(221년), 문제는 손권을 오나라 왕에 봉하고 대장군에 임명하였다. 태상 형정은 사자로 오나라에 가 문제의 조서를 전달하였다. 형정은 오나라에 도착하여 교만한 기색을 보였는데, 이에 장소와 서성 등이 반발하는 모습을 보고 오나라가 곧 조위를 배반할 것이라고 생각하였다.
후손 형만(邢巒)은 북위 때 관직이 전중상서(殿中尙書)에 이르렀다.

## 일화
위나라 때, 형정은 위나라의 중위였다. 위나라의 위위 정욱은 형정과 함께 권세를 다투었고, 이 일로 정욱은 면직되었다.

## 출전
- 진수, 《삼국지》 권2 문제기·권14 정곽동유장유전·권52 장고제갈보전·권55 정황한장주진동감능서반정전